# حسین حمدی (بازیکن فوتبال، زاده ۱۹۸۵)
حسین حمدی (انگلیسی: Hussein Hamdy؛ زادهٔ ۲۵ ژوئیهٔ ۱۹۸۵) یک ورزشکار اهل مصر است.
از باشگاه‌هایی که در آن بازی کرده‌است می‌توان به باشگاه ورزشی زمالک اشاره کرد.
وی همچنین در تیم ملی فوتبال Egyptian Military Team بازی کرده است.